# Priseaca (okręg Aluta)
Priseaca – wieś w Rumunii, w okręgu Aluta, w gminie Priseaca. W 2011 roku liczyła 869 mieszkańców.